# Đốt sống thắt lưng
Các đốt sống thắt lưng, trong giải phẫu người, năm đốt sống giữa lồng xương sườn và xương chậu. Chúng là những đoạn lớn nhất của cột sống và được đặc trưng bởi sự thiếu vắng của lỗ trên ổ mắt trong phạm vi các mấu ngang (vì nó chỉ được tìm thấy trong vùng cổ) và do sự thiếu vắng ở hai bên của cơ thể (vì chỉ tìm thấy ở vùng ngực). Chúng được chỉ định từ L1 đến L5, bắt đầu từ trên. Các đốt sống thắt lưng giúp nâng đỡ trọng lượng cơ thể, và cho phép di chuyển.

## Giải phẫu cơ thể người
Hình bên trái mô tả các đặc điểm chung của đốt sống thắt lưng đầu tiên đến đốt thứ tư. Đốt thứ năm bao gồm những đặc thù nhất định, được mô tả chi tiết bên dưới.

### Đặc điểm chung

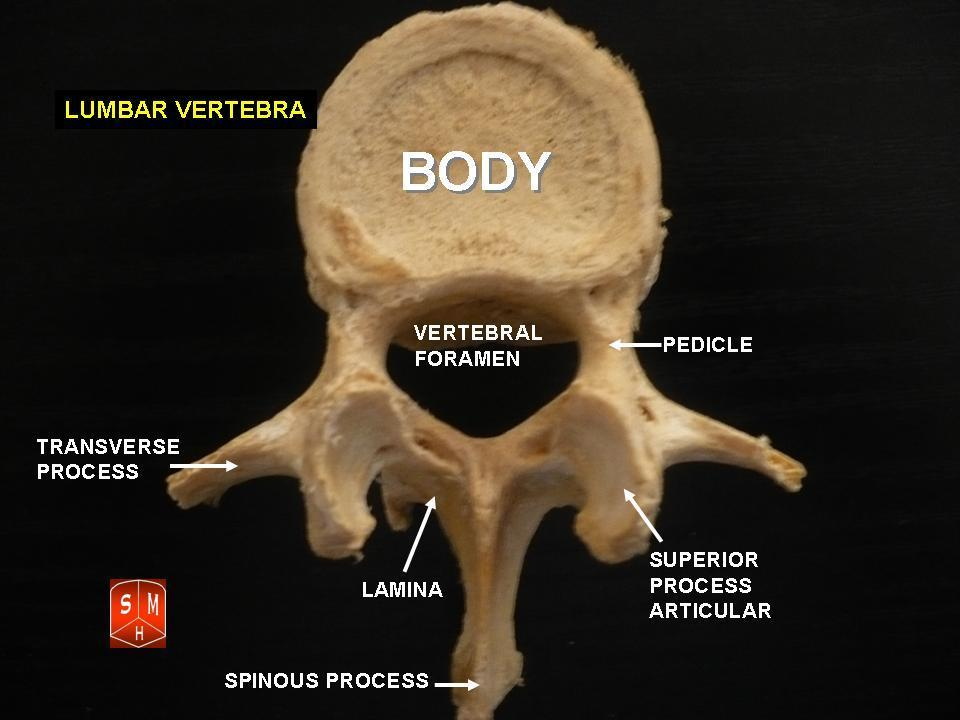
Đốt sống thắt lưng

Hình bên trái mô tả các đặc điểm chung của đốt sống thắt lưng đầu tiên đến đốt thứ tư. Đốt thứ năm bao gồm những đặc thù nhất định, được mô tả chi tiết bên dưới.
Cũng như với các đốt sống khác, mỗi đốt sống thắt lưng bao gồm một "vùng đốt sống" và một "vòm đốt sống". Vòm đốt sống, bao gồm một cặp "cuống" và một cặp "bản mỏng", bao quanh "lỗ đốt sống" (mở) và hỗ trợ bảy.mấu.

#### Cơ thể
"Thân đốt sống" của mỗi đốt sống thắt lưng lớn, rộng về phía bên này sang bên kia so với từ trước ra sau, và dày hơn một chút ở phía trước. Nó phẳng hoặc hơi lõm trên và dưới, lõm phía sau, và bị ép ở phía trước và ở hai bên.
1. ↑  Gray's Anatomy (1918), see infobox